# 제국실업회
제국실업회(帝國實業會)는 대한제국 말기에 설립된 보부상 단체이다.
1908년 8월에 민원식의 주도로 창립되었다. 대한실업협회와 동아개진교육회가 합동하여 설립되었다. 이 가운데 대한실업협회는 역시 민원식이 주도하여 1908년 8월에 창립한 경제 단체로, 친일 상업 세력의 정치 세력화를 꾀하고 있었다.
설립 목적은 국민의 실업, 교육, 위생 장려이다. 그러나 실제로는 직업적인 친일 인물인 민원식이 결성한 행동대로서, 일진회가 한일 병합 조약 체결을 채족하며 내놓은 합방청원서에 찬동하는 등 정치적인 활동을 했다.
민원식은 유길준을 회장으로 옹립했으나 거절하여 홍승목이 회장을 맡았다. 총재로는 이완용의 형인 이윤용을 내세웠다. 민원식 자신은 부회장으로 취임하고 고문에는 일본인을 위촉했으며, 전직 관료와 군인들이 주로 간부직을 맡았다. 지방 곳곳에 지부를 설립하기도 했다.
결성 직후부터 동양척식주식회사와 교섭하여 회원 중 무직자에게 편의를 제공할 계획을 세웠다. 간부 중 일부는 이권을 내세워 금전적인 이득을 취하여 사기죄로 조사를 받기도 했다. 대한제국 말엽의 상업 단체 가운데 대표적인 친일 단체이다.

## 참고자료
- 친일인명사전편찬위원회 (2004년 12월 27일). 《일제협력단체사전 - 국내 중앙편》. 서울: 민족문제연구소. 140-143쪽쪽. ISBN 8995330724.